# Альберт Гекетт
Альберт Моріс Гекетт (англ. Albert Maurice Hackett; 16 лютого 1900, Нью-Йорк, Нью-Йорк, США — 16 березня 1995, Нью-Йорк, Нью-Йорк, США) — американський драматург і сценарист. Він разом з жінкою Френсіс Ґудріч чотири рази були номіновані на премію «Оскар» за найкращий адаптований сценарій (1935, 1937, 1951, 1955).

## Біографія
Гекетт народився в Нью-Йорку 16 лютого 1900 року, у сім'ї актриси Флоренції Гекетт та Моріса Гекетта. Він навчався в Нью-Йоркській професійній дитячій школі та ще з дитинства почав займатися акторським мистецтвом, виступаючи в театрах та кіно. Його братом був актор Реймонд Гекетт. 7 лютого 1931 року Гекетт одружився зі сценаристкою Френсіс Гудріч.
Після весілля пара переїхала в Голлівуд, де вони спільно написали сценарій до фільму «Популярний Диявол» для кіностудії «Paramount Pictures». В 1933 році вони підписали контракт з MGM і залишалися з ними до 1939 року. Серед їхніх ранніх робіт була стрічка «Тонка людина» (1934), за яку вони були номіновані на премію «Оскар» за найкращий адаптований сценарій.

## Фільмографія
| Рік  |    | Українська назва               | Оригінальна назва               | Роль                 |
| ---- | -- | ------------------------------ | ------------------------------- | -------------------- |
| 1931 | ф  | Популярний Диявол              | Up Pops the Devil               | сценарист            |
| 1932 | ф  | Процвітання                    | Prosperity                      | сценарист            |
| 1933 | ф  | Секрет мадам Бланш             | The Secret of Madame Blanche    | сценарист            |
| 1933 | ф  | Пентхаус                       | Penthouse                       | сценарист            |
| 1934 | ф  | Закохані втікачі               | Fugitive Lovers                 | сценарист            |
| 1934 | ф  | Тонка людина                   | The Thin Man                    | сценарист            |
| 1934 | ф  | Прихований шлях                | Hide-Out                        | сценарист            |
| 1934 | ф  | Ланцюги                        | Chained                         | сценарист            |
| 1935 | ф  | Примхлива Марієтта             | Naughty Marietta                | сценарист            |
| 1935 | ф  | О, дикість!                    | Ah Wilderness!                  | сценарист            |
| 1936 | ф  | Роза-Марія                     | Rose-Marie                      | сценарист            |
| 1936 | ф  | Дівчина з містечка             | Small Town Girl                 | сценарист            |
| 1936 | ф  | Після тонкої людини            | After the Thin Man              | сценарист            |
| 1937 | ф  | Світлячок                      | The Firefly                     | сценарист            |
| 1938 | ф  | Дякую за пам'ять               | Thanks for the Memory           | сценарист            |
| 1939 | ф  | Громадський захисник           | Society Lawyer                  | сценарист            |
| 1939 | ф  | Інша тонка людина              | Another Thin Man                | сценарист            |
| 1944 | ф  | Леді в ночі                    | Lady in the Dark                | сценарист            |
| 1944 | ф  | Банда Гітлера                  | The Hitler Gang                 | сценарист            |
| 1946 | ф  | Вірджинець                     | The Virginian                   | сценарист            |
| 1946 | ф  | Це дивовижне життя             | It's a Wonderful Life           | сценарист            |
| 1948 | ф  | Літні канікули                 | Summer Holiday                  | сценарист            |
| 1948 | ф  | Пірат                          | The Pirate                      | сценарист            |
| 1948 | ф  | Великодний хід                 | Easter Parade                   | сценарист            |
| 1948 | ф  | Мільйони міс Татлок            | Miss Tatlock's Millions         | сценарист            |
| 1949 | ф  | Старим добрим літом            | In the Good Old Summertime      | сценарист            |
| 1950 | ф  | Батько нареченої               | Father of the Bride             | сценарист            |
| 1951 | ф  | Маленький прибуток батька      | Father's Little Dividend        | сценарист            |
| 1951 | ф  | Занадто молода, щоб цілуватися | Too Young to Kiss               | сценарист            |
| 1952 | с  | Телевізійний театр Крафта      | Kraft Television Theatre        | сценарист (1 епізод) |
| 1953 | ф  | Облиш дівчину в спокої         | Give a Girl a Break             | сценарист            |
| 1954 | ф  | Довгий, довгий трейлер         | The Long, Long Trailer          | сценарист            |
| 1954 | ф  | Сім наречених для семи братів  | Seven Brides for Seven Brothers | сценарист            |
| 1956 | ф  | Габі                           | Gaby                            | сценарист            |
| 1958 | ф  | Впевнена усмішка               | A Certain Smile                 | сценарист            |
| 1959 | ф  | Щоденник Анни Франк            | The Diary of Anne Frank         | сценарист            |
| 1962 | ф  | Вправа для п'ятого пальця      | Five Finger Exercise            | сценарист            |
| 1967 | тф | Щоденник Анни Франк            | The Diary of Anne Frank         | сценарист            |
| 1980 | тф | Щоденник Анни Франк            | The Diary of Anne Frank         | сценарист            |
| 1990 | тф | Кларенс                        | Clarence                        | сценарист            |
| 1991 | ф  | Батько нареченої               | Father of the Bride             | сценарист            |
| 1995 | ф  | Батько нареченої 2             | Father of the Bride Part II     | сценарист            |